# Johan Banér

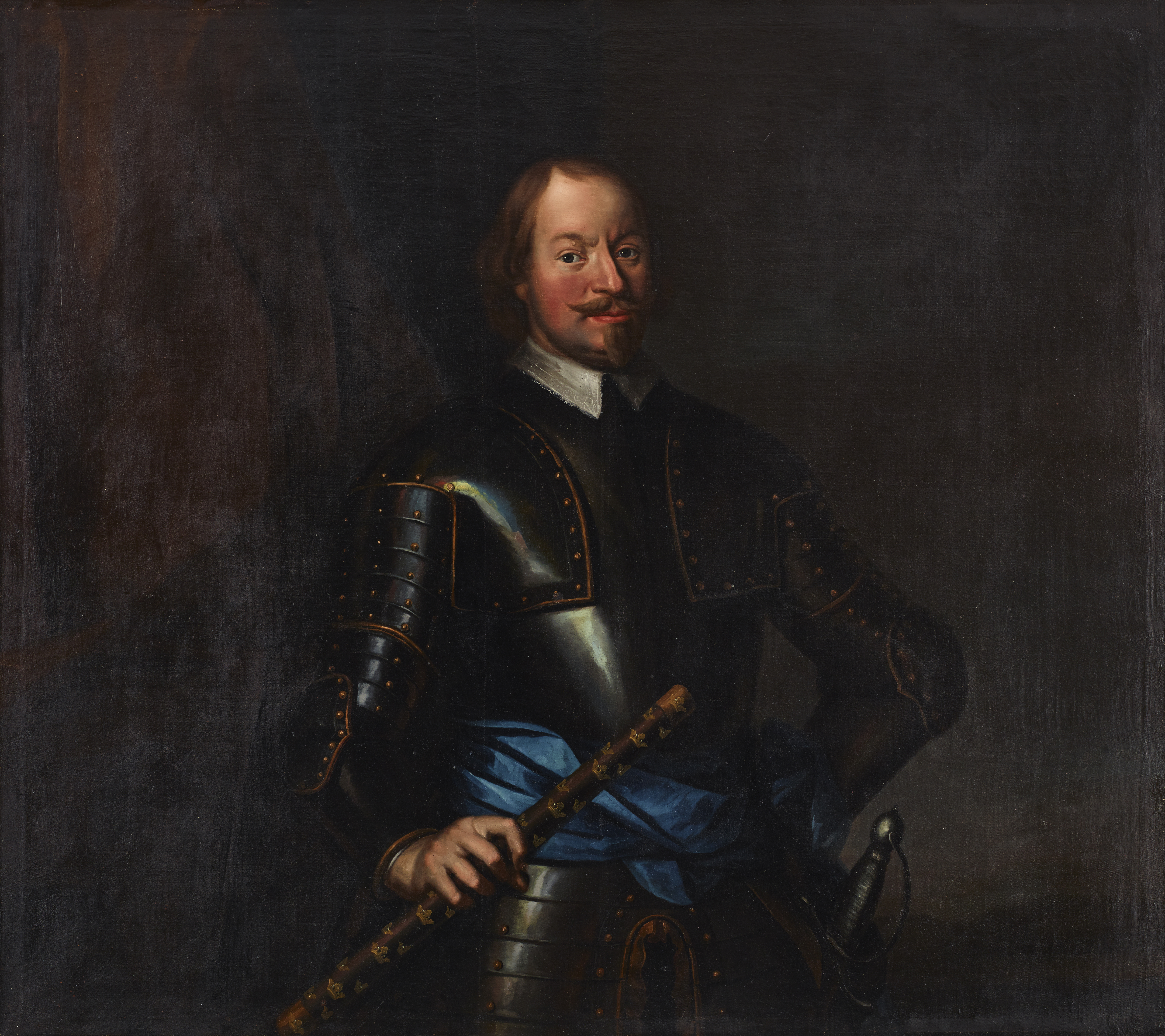
Johan Banér

Johan Banér (Uppland, 23 juni 1596 – Halberstadt, 10 mei 1641) was een Zweeds edelman en militair, actief tijdens de Dertigjarige Oorlog.
Banér werd geboren in kasteel Djursholm. Toen hij vier was, werden zijn vader Gustaf Banér en zijn oom Sten terechtgesteld op bevel van koning Karel IX van Zweden. Zij hadden partij gekozen voor de Zweedse troonpretendent Sigismund. 
Johan Banér doorliep een militaire carrière in het Zweedse leger. In 1621 nam hij als compagniecommandant deel aan de inname van Riga. Hij geraakte er ook gewond. Banér ontpopte zich als een bekwaam strateeg die mee instond voor de hervorming van het Zweedse leger. Hij stelde richtlijnen op voor de opstelling en de vuurprocedure van de infanterie. Hij was ook een doortastend commandant die een offensieve strategie voorstond.
Na de deelname van Zweden aan de Dertigjarige Oorlog stond Banér in voor de verdedigingswerken van Stettin. Hij nam deel aan de veldtocht in Mecklenburg en aan de inname van Frankfurt (Oder). Hij leidde de Zweedse rechterflank tijdens de Slag bij Breitenfeld (1631). In de Slag bij Alte Veste (1632) kreeg hij een schotwond in de schouder. Hij leidde een Zweeds leger naar de overwinning tegen een Saksisch leger in de Slag bij Dömitz (1635). Hij werd bevorderd tot veldmaarschalk en nam deel aan de Slag bij Wittstock (1636).
- Digitale Bibliotheek voor de Nederlandse Letteren: bane002
- Gemeinsame Normdatei: 116048611
- International Standard Name Identifier: 0000 0000 5160 3988
- Library of Congress Control Number: n2021046112
- Nationale Bibliotheek van Tsjechië: xx0247295
- LIBRIS: 176972
- SNAC: w6g85ntf
- Système universitaire de documentation: 233234705
- Virtual International Authority File: 47503760